# Sultentjärnen (Malungs socken, Dalarna, 672464-140149)
Sultentjärnen är en sjö i Malung-Sälens kommun i Dalarna och ingår i Dalälvens huvudavrinningsområde.